# دانیل ماکسیمن
دانیل ماکسیمن (به فرانسوی: Daniel Maximin) رمان‌نویس، شاعر و مقاله‌نویس قرن بیستم میلادی اهل فرانسه است.